# Ella Söderlund
Ella Söderlund, född 5 augusti 1884 i Karlskrona, död 29 december 1948 i Malmö, var en svensk kemist.  
Söderlund, som var dotter till kronofogde O. Gustaf W. Söderlund och Ida Lundberg, avlade studentexamen i Stockholm 1903, blev filosofie kandidat vid Uppsala universitet 1906 och filosofie licentiat där 1914. Hon studerade även kemi vid tekniska högskolan i Charlottenburg vid Berlin 1911–1914. Hon var anställd vid kemiska stationen i Kalmar 1914–1918, vid AB Thulinverken i Landskrona 1918–1920, vid Skoghallsverken i Skoghall 1921–1922, vid Alnarps kemiska laboratorium 1923–1929 och föreståndare för lantbrukskemiska kontrollstationen i Skara 1929–1945.